# Görgényi Dániel
Görgényi Dániel (szül.: Neugeboren Dániel) (Szászrégen, 1898. április 9. – Budapest, 1978. február 18.) gépészmérnök, honvéd vezérőrnagy.
„Erdélyi szász katonatiszti családból származott. Dédapja brigadéros volt Czernovitzban. Nagyapja, Neugeboren Gusztáv csendőrezredes, a honvédelmi minisztérium csendőrségi osztályának helyettes vezetője volt és az 1848-as szabadságharcban még osztrák oldalon harcolt.”
Életpályája rendkívül szélsőséges volt: 1920-ban belépett a Magyar Királyi Honvédségbe, és vezérkari századosi rangot szerzett. A Magyar 2. hadsereg III. hadtestének törzskarához tartozott. Itt kapta első jelentősebb kitüntetését, a Signum Laudist. Miután Stomm Marcel feloszlatta a hadtestet ő is a törzskarral menekült és esett fogságba. (Életrajzának ezen részét az 1990 előtt írt lexikonok másként jegyzik: „megmaradt zászlóalj-társaival együtt átállt a szovjet csapatokhoz” ) Fogságba esésekor megakadályozta, hogy Stomm Marcel öngyilkosságot kövessen el. A fogságának ideje alatt kísérlet történt a Magyar Hadifoglyok Nemzeti Bizottságának felállítására , amelyet több emigráns kommunista is támogatott. Stomm altábornagy csak a Horthy kormányzó iránti lojalitás fenntartásával vállalta volna a szervezést, de feltételeit a szovjetek elutasították, így az ő hadosztályának állománya nem állt be szovjetek által szervezett alakulatba. Görgényi százados, 8-10 tiszttársa és 30-40 főnyi legénység viszont belépett a kommunista vezetésű magyar alakulatba.
A háború végén Görgényi a szovjetek oldalán harcoló magyar 6. hadosztály egyik műszaki zászlóalját vezette egészen Ausztriáig, majd a Magyar Néphadsereg vezérőrnagya lett.
Az 1956-os eseményekben játszott szerepe a mai napig nem tisztázott. Neve szerepel Kéri Edit (a Zrínyi Történelmi Egyesület elnöke) által rekonstruált listán, mint azon partizánok egyike, akik Földes László vezetésével tüzet nyitottak a gyülekező tömegre. Ugyanakkor az ELTE BTK nemzetőrségének parancsnoka lett. A második intervenciónál az alárendelt alakulatokat és más felkelő csapatokat fegyverletételre utasította. Bár a nemzetőrség többi parancsnoka az események után több éves börtönbüntetést kapott, őt új állomáshelyre vezényelték. Innen ment nyugdíjba.
- A marosvásárhelyi gimnáziumban tanult.
- (1915). Az I. világháború kitörése után édesanyjával Ceglédre költözött, a Pesti Hazai Első Takarékpénztár alkalmazottja lett.
- 1917 őszén bevonult katonának
- 1918–19-ben a Székely Hadosztályban harcolt.
- 1920 nyarán Bécsen át Budapestre utazott, belépett a nemzeti hadseregbe. Egyéves utász-átképzés vesz részt.
- 1928-ban gépészmérnöki oklevelet szerzett a Budapesti Műszaki Egyetemen
- 1928-30-ban tényleges tiszti tanfolyamot végez.
- 1930-ban Szegeden a 3. utászzászlóalj hadnagya, majd főhadnagya
- 1934-től a Honvédelmi Minisztériumban főelőadó
- 1937 őszétől Szombathelyen a III. hadtestparancsnokság századosa
- 1942 karácsonyán a doni fronton kapja meg a kormányzó kitüntetését, a Signum Laudist
- 1943. február 2-án fogságba esett. Majd a krasznogorszki hadifogolytáborban[11] antifasiszta iskolát végzett
  - 1943. dec. 23. csatlakozott azon tisztekhez, melyek kiáltványt adtak ki, melyben közölték a Rákóczi Magyar Légió megalakulását
- 1944. márc.-júl. Krasznogorszkban antifasiszta iskolát végzett, frontagitátorként tevékenykedett
- 1944-től 1945 februárjáig a 2. Belorusz Front propagandistája volt.
- 1945. február 26-tól a demokratikus hadsereg műszaki zászlóalj parancsnokaként vett részt a németek elleni harcokban, a háborút Ausztriában fejezte be
- 1945. febr.-ban frontkatonaként tért haza; Debrecenbe vezényelték, ahol a németek ellen szervezett 1. és 6. hadosztály felállításában segédkezett; mint zászlóaljparancsnok részt vett Ausztria felszabadításában (1990 előtti lexikonok)
- 1946–52-ben a Honvédelmi Min.-ban oszt. vez.
- 1947-ben a Jány-perben Illés Bélával és másokkal együtt hamis tanúvallomást tettek[12]
- 1948-tól vezérőrnagy
- 1949. május 15-i országgyűlési választásokon a Magyar Függetlenségi Népfront országos listáján pótképviselővé választották, behívására 1949. augusztus 10-én került sor
- 1952-től az Országos Tervhivatalban dolgozott
- 1956-ban a Magyar Önkéntes Honvédelmi Szövetség kormánybiztosa volt
- 1956. október 30. A BM Bp-i Főosztálya Deák téri épületében megalakul az ELTE BTK nemzetőrsége; 200-250 bölcsészhallgatót felfegyvereznek, mely alakulatnak a parancsnoka lesz. Látszólag a forradalomhoz csatlakozik (hűséget fogad Nagy Imrének)
- 1956. november 4. azonnal szabotálni kezd és átáll a szovjet agresszorokhoz (hűséget fogad Kádárnak). Parancsot adott a budai főparancsnokságnak (Szabó János), hogy tegyék le a fegyvert[9]
- nem sokkal a november 4-i intervenciót követően a karhatalmat szervezte és a Partizánszövetség felfegyverzését sürgette[10]
- 1957–1963. évi nyugdíjazásáig a Magyar Néphadsereg Központi Műszaki Anyagraktárának parancsnoka volt
- 1968-ban jelent meg könyve Signum Laudis — Egy katona emlékiratai címmel
- 1971-től a Fegyveres Erők és Testületek Budapesti Nyugdíjas Klubjának elnöki tisztségét látta el

## Művei
- Signum laudis. Egy katona emlékiratai (visszaemlékezések, Bp., 1968)